# Apanteles seyrigi
Apanteles seyrigi är en stekelart som beskrevs av Wilkinson 1936. Apanteles seyrigi ingår i släktet Apanteles och familjen bracksteklar. Inga underarter finns listade i Catalogue of Life.